# Ijimaia plicatellus
Espèce
Ijimaia plicatellus est une espèce de poisson Ateleopodiformes du Pacifique à proximité de Hawaï.

## Référence
- Gilbert, 1905 : II. The deep-sea fishes of the Hawaiian Islands. In: The aquatic resources of the Hawaiian Islands. Bulletin of the U. S. Fish Commission 23-2 p. 577-713. (Ateleopus plicatellus)